# Bryconaethiops yseuxi
Bryconaethiops yseuxi är en fiskart som beskrevs av Boulenger, 1899. Bryconaethiops yseuxi ingår i släktet Bryconaethiops och familjen Alestidae. Inga underarter finns listade.